# Волков, Сергей Евгеньевич
Сергей Евгеньевич Волков (род. 9 сентября 2002, Чита) — российский футболист, правый защитник клуба «Зенит», выступающий на правах аренды за «Сочи».

## Клубная карьера
Воспитанник академии клуба «Краснодар». С 2018 по 2019 годы играл за «Краснодар-3» в первенстве ПФЛ, в сезоне 2021/22 — за «Краснодар-2» в первенстве ФНЛ.
10 апреля 2022 года (в возрасте 19 лет и 7-ми месяцев) дебютировал за основную команду клуба в премьер-лиге в матче против казанского «Рубина», выйдя на замену на 63-й минуте, а на 85-й минуте забил победный гол.
24 июня 2024 года перешёл в «Зенит», заключив контракт по схеме 4+1. 27 июля 2024 дебютировал за «Зенит» в матче Чемпионата с казанским «Рубином».
22 июля 2025 года перешёл в «Сочи» на правах аренды до конца сезона 2025/26.

## Карьера в сборной
Выступал за юношескую и молодёжную сборную России.
12 сентября 2023 года дебютировал за основную сборную России в неофициальном матче против сборной Катара (1:1). Официальный дебют состоялся 12 октября 2023 года в матче с Камеруном (1:0).

## Статистика выступлений

### Клубная
| Выступление      | Выступление      | Выступление      | Лига | Лига | Кубки | Кубки | Итого | Итого |
| Клуб             | Лига             | Сезон            | Игры | Голы | Игры  | Голы  | Игры  | Голы  |
| ---------------- | ---------------- | ---------------- | ---- | ---- | ----- | ----- | ----- | ----- |
| → Краснодар-3    | ПФЛ              | 2018/19          | 4    | 0    | —     | —     | 4     | 0     |
| → Краснодар-3    | ПФЛ              | 2019/20          | 7    | 0    | —     | —     | 7     | 0     |
| → Краснодар-3    | Итого            | Итого            | 11   | 0    | —     | —     | 11    | 0     |
| → Краснодар-2    | ФНЛ              | 2021/22          | 24   | 1    | —     | —     | 24    | 1     |
| → Краснодар-2    | ФНЛ              | 2022/23          | 1    | 0    | —     | —     | 1     | 0     |
| → Краснодар-2    | Итого            | Итого            | 25   | 1    | —     | —     | 25    | 1     |
| Краснодар        | РПЛ              | 2021/22          | 4    | 1    | 0     | 0     | 4     | 1     |
| Краснодар        | РПЛ              | 2022/23          | 27   | 1    | 13    | 0     | 40    | 1     |
| Краснодар        | РПЛ              | 2023/24          | 22   | 0    | 7     | 0     | 29    | 0     |
| Краснодар        | Итого            | Итого            | 53   | 2    | 20    | 0     | 73    | 2     |
| Зенит (СПб)      | РПЛ              | 2024/25          | 3    | 0    | 3     | 0     | 6     | 0     |
| Зенит (СПб)      | Итого            | Итого            | 3    | 0    | 3     | 0     | 6     | 0     |
| → Зенит-2 (СПб)  | 2.Лига (В)       | 2025             | 2    | 0    | —     | —     | 2     | 0     |
| → Зенит-2 (СПб)  | Итого            | Итого            | 2    | 0    | —     | —     | 2     | 0     |
| Всего за карьеру | Всего за карьеру | Всего за карьеру | 94   | 3    | 23    | 0     | 117   | 3     |

1. ↑  В графу «Кубки» входят игры и голы в национальных кубках, кубках лиги и суперкубках.

### Сборная
Молодёжная сборная России
| № | Дата             | Оппонент  | Счёт | Голы | Пасы | Карточки | Минуты  | Соревнование      |
| - | ---------------- | --------- | ---- | ---- | ---- | -------- | ------- | ----------------- |
| 1 | 21 сентября 2022 | Беларусь  | 6:1  | —    | —    | —        | 45' 45' | Товарищеский матч |
| 2 | 24 сентября 2022 | Казахстан | 2:1  | —    | —    | —        | 45' 46' | Товарищеский матч |
| 3 | 16 ноября 2022   | Сербия    | 4:0  | —    | —    | —        | 45' 46' | Товарищеский матч |

Итого: сыграно матчей: 3 матча / забито голов: 0; победы: 3, ничьи: 0, поражения: 0.
Сборная России
| №     | Дата             | Оппонент | Счёт | Голы | Пасы | Карточки | Минуты  | Соревнование       |
| ----- | ---------------- | -------- | ---- | ---- | ---- | -------- | ------- | ------------------ |
| 1e-06 | 12 сентября 2023 | Катар    | 1:1  | —    | —    | —        | 45' 45' | неофициальный матч |
| 1     | 12 октября 2023  | Камерун  | 1:0  | —    | —    | —        | 83' 83' | Товарищеский матч  |
| 2     | 20 ноября 2023   | Куба     | 8:0  | —    | —    | —        | 90'     | Товарищеский матч  |
| 3     | 21 марта 2024    | Сербия   | 4:0  | —    | —    | —        | 45' 45' | Товарищеский матч  |

Итого: сыграно матчей: 3 матча / забито голов: 0; победы: 3, ничьи: 0, поражения: 0.

## Достижения

### Командные
«Краснодар»
- Серебряный призёр чемпионата России: 2023/24

«Зенит»
- Серебряный призёр чемпионата России: 2024/25
- Обладатель Суперкубка России: 2024

### Личные
- В списке 33 лучших футболистов чемпионата России (2): № 1 — 1 раз: 2023/2024, № 3 — 1 раз: 2022/2023